# Propuesta Terentilia
La llamada Propuesta Terentilia, cuyo título completo es 'Rogatio Terentilia de creandis quinqueviris legibus scribundis' signó por años la política en la Roma de la temprana República. En el consulado de Lucio Lucrecio Tricipitino y Tito Veturio Gémino Cicurino, Roma acababa de salir de una terrible peste y enfrentaba nuevamente a los volscos y ecuos.
Ese año Cayo Terentilio Arsa era tribuno de la plebe. Aprovechando que los cónsules estaban en campaña propuso una ley para nombrar una comisión de cinco personas a los efectos de regular el poder consular. No obstante, la iniciativa fue frenada mientras se hacía volver a los cónsules y finalmente retirada por su autor, quien con ello perdió el apoyo de la plebe. Sin embargo, la Ley se convirtió en el eje del conflicto civil en Roma. En el consulado de Publio Volumnio Amintino Galo y Servio Sulpicio Camerino Cornuto, la llamada petición Tarentilia fue presentada esta vez por todos los tribunos.
La lucha entre plebeyos y patricios en torno a esa ley signó los siguientes años e incluyó todo tipo de medidas de obstaculización: presiones, acciones judiciales, violencia, rebeliones, llegando a amenazar incluso la supervivencia de Roma, amenazada aún por pueblos vecinos como volscos, ecuos y sabinos, y por rebeliones de exiliados y esclavos.
Finalmente los tribunos optaron por moderar su iniciativa, proponiendo una redacción conjunta. Se envió una legación a Atenas integrada por Espurio Postumio Albo Regilense, Aulo Manlio Vulsón y Servio Sulpicio Camerino Cornuto, con el encargo de estudiar las famosas leyes de Solón y las instituciones, costumbres y leyes de otras ciudades de Grecia.
El resultado fue la creación de la figura del decenviro y eventualmente, la aprobación de la Ley de las Doce Tablas, base del Código legal romano.